# Hilarije iz Poitiersa
Sveti Hilarije iz Poitiersa (Poitiers, oko 310. – Poitiers, oko 367.), kršćanski svetac, biskup i crkveni naučitelj. Zbog svog tvrdog stava u borbi protiv arijevske hereze, prozvali su ga "Atanazije Aleksandrijski Zapada".

## Životopis
Prema sv. Jeronimu, rođen je u gradu Poietersu u Akvitaniji u drugom desetljeću 4. stoljeća. Potekao je iz plemićke obitelji, tako da je dobio klasično obrazovanje i u mladosti se posvetio proučavanju filozofije. Po predaji, čitanje Novog zavjeta, posebno Evanđelja po Ivanu, potaklo ga je, da se krsti i primi kršćanstvo.
Godine 350., izabran je za biskupa u rodnom gradu, iako je do tada u braku. U sporu oko Arijevog učenja, odlučno je stao na stranu Atanazija Aleksandrijskoga, i aktivno se suprotstavio Arijevoj herezi. Zbog toga ga car Konstancije II. protjerao u Malu Aziju.
U razdoblju od 356. do 359., Hilarijev najznačajniji bogoslovski rad je rasprava O Trojstvu, posvećena dokazu o božanstvu Sina, zatim esej O savjetima. Godine 360., Hilarije je zatražio od cara Konstanca dozvolu sudjelovati u novom Carigradskom saboru, ali mu je odbio. Ipak, 361. godine Hilariju je dozvoljeno da se vrati u Galiju, gdje je nastavio svoju borbu protiv Arijeve i drugih hereza. Sveti Hilarije je umro 13. siječnja 367. godine.

## Vanjske poveznice
Ostali projekti
|  | Zajednički poslužitelj ima još gradiva o temi Hilarije iz Poitiersa |

Mrežna mjesta
- Hilarije, sv., Hrvatska opća enciklopedija